# 28512 Tanyuan
28512 Tanyuan è un asteroide della fascia principale. Scoperto nel 2000, presenta un'orbita caratterizzata da un semiasse maggiore pari a 2,6249939 UA e da un'eccentricità di 0,1479690, inclinata di 3,62397° rispetto all'eclittica.